# Marpissa proszynskii
Marpissa proszynskii là một loài nhện trong họ Salticidae.
Loài này thuộc chi Marpissa. Marpissa proszynskii được Biswamoy Biswas & Begum miêu tả năm 1999.